# Fashion Business
Fashion Business foi uma feira de negócios de moda brasileira que ocorreu no Rio de Janeiro, coordenada por Eloysa Simão.
Em 2012 completou sua 20ª edição, ocorrendo em São Conrado, com a participação de 170 grifes. Naquele ano, o tema do evento foram as floradas, como pano de fundo para apresentar a coleção Primavera/Verão 2013, fazendo uma comparação entre o processo de amadurecimento e floração das plantas ao processo criativo de uma coleção de moda.